# José Gabriel Funes
José Gabriel Funes (Córdoba, 31 de enero de 1963) es un sacerdote católico argentino, miembro de la Compañía de Jesús. 

## Biografía
Fue director del Observatorio Vaticano. Posee un doctorado de la Universidad Nacional de Córdoba, de Argentina, y también un doctorado de la Universidad de Padua, en Italia. Tiene en su haber, asimismo, un título de filosofía de la Universidad del Salvador, con sede en Buenos Aires junto con un título en teología de la Universidad Pontificia.
Como miembro de la Compañía de Jesús, fue ordenado sacerdote en 1995. Se unió al Observatorio Vaticano como investigador en el año 2000.
Seis años más tarde, el 19 de agosto de 2006, era nombrado su director, reemplazando a George Coyne. El 18 de septiembre de 2015, fue reemplazado como director por Guy Consolmagno.